# Saruman
Saruman este unul dintre personajele fictive din Legendariumul lui J.R.R. Tolkien, apărând atât în trilogia Stăpânul Inelelor, cât și în Povești neterminate, Silmarillion și în seria Istoria Pământului de Mijloc.  
Saruman apare la început în calitate de mai-mare al Ordinului Istarilor, cei cinci vrăjitori trimiși să ajute Semințiile Libere în lupta contra lui Sauron. După multe călătorii întreprinse la răsărit, Saruman alege să se stabilească în turnul Orthanc din Isengard, cu îngăduința regatelor Gondor și Rohan. Datorită cunoștiințelor sale vaste despre vicleșugurile și mijloacele lui Sauron, în special în domeniul Inelelor Puterii, Saruman își asumă rolul de căpetenie a Sfatului Alb, cunoscut și ca Sfatul Înțelepților. Însă invidia față de Gandalf, pe care îl vede ca pe un rival, și admirația pe care începe să o capete față de Sauron și lucrările lui îl determină să se îndepărteze de la misia sa. Devenind lacom și mândru, Saruman începe să râvnească la Inelul Suveran, crezând că îl poate mânui pentru a ajunge cârmuitorul Pământului de Mijloc, aidoma lui Sauron. Trădând încrederea aliaților săi, Saruman transformă turnul Orthanc în propria sa cetate și  folosește Palantírul atotvăzător. În cele din urmă, vrăjitorul este ademenit de partea Seniorului Întunecimii și, convins de faptul că victoria acestuia este inevitabilă, devine ,,aliatul sau slujitorul lui Sauron". În timpul Războiului Inelului, Sauron îi poruncește lui Saruman să strângă o oștire puternică de orci în Isengard și să invadeze Rohan. Saruman cumpără și loialitatea lui Gríma Limbă-de-vierme - sfetnicul regelui Théoden - pe care îl folosește pentru a slăbi regatul vecin din interior. Însă vrăjitorul malefic își trădează și ,,noul stăpân", încercând să își însușească Inelul pentru a putea uzurpa ,,tronul" lui Sauron. Astfel că Saruman se angajează într-un joc dublu, purtând război cu Théoden în calitate de vasal al lui Sauron, dar vânându-l în același timp pe Purtătorul Inelului pentru propriile sale scopuri.   

## Origine
Curumo, numit și Tarindor, a fost un Maia, unul din spiritele angelice primordiale, care l-a slujit pe Aulë, Valaul Meșteșugurilor. 
Când Valarii se pregăteau pentru război cu Melkor (Morgoth) în Zilele de Odinioară, Tarindor și alți patru Maiari - Olórin (Gandalf), Hrávandil (Radagast), Haimenar și Palacendo (Vrăjitorii Albaștri) - au fost trimiși să vegheze asupra Elfilor în absența lui Oromë, Valaul Vânătorii. Cu Melian în frunte, Curumo și însoțitorii săi i-au protejat de Melkor, care își trimisese emisarii să răspândească erezii în rândurile Elfilor.  

## Cel de Al Treilea Ev
În anul 1000 al Celui de Al Treilea Ev, teama întoarcerii lui Sauron, moștenitorul lui Morgoth, i-a convins pe Valari să trimită aceiași cinci Maiari în Pământul de Mijloc; Curumo, care se oferise voluntar, a devenit astfel Căpetenia Ordinului Istarilor. Misia acestor „Vrăjitori” era de a fi emisarii Puterilor în Pământul de Mijloc și să îndrume Semințiile Libere împotriva Seniorului Întunecimii. La rugămintea Yavannei, Curumo l-a luat pe Aiwendil (Radagast) ca însoțitor. Încă de pe atunci Curumo a nutrit suspiciune față de Olórin, gândind (greșit) că acesta îi voia locul.  
Străbătând marea Belegaer, Curumo a sosit primul la Limanurile Cenușii, unde a fost întâmpinat de seniorul acestora, Círdan. Curumo a aflat mai târziu că lui Olórin îi fusese încredințat de către Círdan Narya, Inelul de Foc, iar sentimentul de suspiciune s-a transformat în invidie. În Pământul de Mijloc, Curumo a ajuns cunoscut drept Curunír printre Elfi și Saruman printre Oameni. Pe atunci Saruman cel Alb era socotit cel mai mare dintre Istari, însă Gandalf cel Sur îl întrecea în înțelepciune. Împreună cu cei doi Vrăjitori Albaștri, Vrăjitorul Alb s-a îndreptat spre Răsărit. Când Sauron a început să se arate din nou, Saruman s-a întors în Apus, neînsoțit.  
Când Sfatul Alb s-a format în anul 2463 al Celui de Al Treilea Ev, Saruman, Gandalf și Radagast au devenit membri ai acestuia împreună cu Galadriel din Lothlórien, Círdan de la Limanurile Cenușii, Glorfindel și Elrond din Rivendell. Vrăjitorul Alb a dorit să fie căpetenia Sfatului Înțelepților; cum Gandalf, nominalizat de Galadriel, a refuzat, Saruman a primit poziția. Asta nu l-a împiedicat pe Saruman să îl disprețuiască în continuare pe Gandalf. Invidia Vrăjitorului Alb se preschimba în ură față de Pelerinul Sur, care se bucura de mai multă trecere printre Semințiile Libere. Cât despre Radagast, Saruman îl considera un neghiob pentru naivitatea sa și pentru prietenia acestuia cu Gandalf.   
În decursul a sute de ani de cercetare, Saruman ajunsese să dețină multă cunoaștere despre mijloacele și vicleșugurile lui Sauron, la început pentru a găsi poate o cale de a i se împotrivi. Cu timpul însă, Vrăjitorul Alb a început să se îndepărteze de la misie, fiind cuprins de admirație față de Seniorul Întunecimii și închipuindu-se cvasiegalul acestuia. În loc să vegheze în continuare asupra Semințiilor Libere, el era dornic să devină cârmuitor al Pământului de Mijloc; Saruman credea că, dacă obținea Inelul Unic primul, ar fi putut să-i uzurpe locul lui Sauron de Stăpân al Inelelor și al Pământului de Mijloc.
Ura sa față de Gandalf crescând între timp, Saruman vedea în acesta un rival care îi submina autoritatea - ceea ce era departe de adevăr. Având în vedere legătura evidentă dintre Hobbiți și Gandalf, Saruman a început să tocmească iscoade care să îi urmărească mișcările acestuia prin regiunea Eriador. Bănuia că motivul călătoriilor frecvente ale Pelerinului Sur în Comitat avea de a face cu vreun plan ascuns. Prin intermediul lacheilor săi, Saruman a început un negoț pentru Frunza-pipei cu Hobbiți din neamurile Bracegirdle și Sackville-Baggins și a obținut totodată hărți destul de detaliate ale ținutului.    
Saruman s-a statornicit în cetatea Minas Tirith, capitala regatului Gondor, unde, cu ajutorul bibliotecii de acolo, a aflat de Palantírul din Orthanc. După Iarna cea Lungă și războiul Rohirrimilor cu Dunlendingii din anul 2759 al Celui de Al Treilea Ev, Saruman a cerut îngăduința lui Beren, Majordomul Gondorului, și a lui Fréaláf, Regele Rohanului, pentru a se stabili în turnul Orthanc din Rotocolul Isengard, pretextând că va ajuta la întărirea apărării la Apus. În fapt, Vrăjitorul voia să transforme fortăreața propriul centru de putere și să folosească Piatra Atotvăzătoare ce se găsea tăinuită înăuntru. Trădând încrederea Sfatului Alb, Saruman a început să folosească în secret Palantírul din Orthanc pentru a spiona și pentru a căuta Inelul.   
În anul 2850 al Celui de Al Treilea Ev, după ce s-a dovedit că Necromantul din fortăreața Dol Guldur nu era nimeni altul decât Sauron, Gandalf a propus un asalt asupra fortăreței, dar Saruman s-a împotrivit mișcării din cauza propriilor ambiții. Saruman credea că putea profita în două feluri dacă Sauron era lăsat să își recapete forța: putea să-i câștige favoarea lui Sauron oferind un sprijin tacit acestuia; dacă Inelul apărea pentru a își chema stăpânul, pe Sauron, Saruman putea încerca să pună primul mâna pe el. Forțat de Pelerinul Sur, Vrăjitorul Alb a consimțit la atacul asupra Seniorului Întunecimii. Împreună cu restul Sfatului Alb, Saruman a luat parte la asaltul asupra Dol Guldurului și alungarea lui Sauron.   
La ultima întâlnire a Sfatului Alb, Vrăjitorul Alb i-a asigurat pe ceilalți că Inelul fusese probabil purtat de râul Anduin în Belegaer. După acel moment, Saruman s-a închis în Orthanc, nemaidând socoteală Majordomilor din Gondor și declarându-se Seniorul Isengardului. Folosindu-se de Palantír, Saruman a început să comunice cu Sauron, care, ademenindu-l cu promisiuni de putere, l-a făcut vasalul său. Planul Vrăjitorului corupt era un joc dublu: ori să cârmuiască Pământul de Mijloc împreună cu noul său stăpân, ori să-l uzurpe și să cârmuiască el totul. În fapt, nu devenise nimic mai mult decât marioneta Seniorului Întunecimii, făcându-i pe voie. Saruman nu ghicea cât de mult îi citea Sauron în suflet și că, odată Războiul Inelului terminat și Semințiile Libere, stăpânul său avea poate să se descotorosească de unealta care nu mai prezenta vreun folos.
Ca vasal al lui Sauron, Saruman a transformat Isengard într-un fief al Mordorului și s-a înhăitat cu dușmanii Rohanului: unii dintre Orcii din Munții Cețoși fuseseră atrași în slujba sa, iar Dunlendingii se aliaseră cu el pentru a recupera pământuri de la Rohirrimi. Învățat meșteșuguri necurate de către stăpânul său, a prăsit Uruk-hai, o rasă mai puternică de Orc care putea îndura lumina Soarelui, precum și Oameni-orci, corcituri între Oameni și Orci. Probabil în această vreme Saruman a descoperit rămășițele lui Isildur în Anduin și a ajuns la concluzia că Inelul ademenise un alt purtător; nu se știe dacă a distrus din dispreț sau nu osemintele Marelui Rege al Gondorului și Arnorului, dar nestemata Elendilmir a acestuia a păstrat-o și a ascuns-o în Orthanc. Când Umbra lui Sauron s-a pogorât asupra Rohanului, satele și hergheliile Rohirrimilor au început să cadă pradă Orcilor din Mordor, cărora li s-au alăturat Orci din Munții Cețoși (printre care erau și câțiva Uruk-hai) ațâțați de către Saruman. Scopul lui Saruman era să cucerească Rohanul pentru Sauron; dacă nu reușea să obțină Inelul pentru sine, Vrăjitorul corupt ar fi avut cu ce să se târguiască pentru iertarea stăpânului său. Tot în această perioadă, l-a cumpărat pe sfetnicul Rohanului, Gríma Limbă de Vierme, promițându-i atât bogății, cât și pe Éowyn. Saruman l-a folosit pe Gríma pentru a spiona și pentru a îi învenina mințile regelui Rohirrimilor, Théoden, cu sfaturi înșelătoare și otrăvuri date drept leacuri pentru bătrânețe.     
În anul 3018 al Celui de Al Treilea Ev, Saruman l-a păcălit pe Radagast să-i fie sol către Gandalf, chemându-l în Isengard. De abia atunci și-a dat arama pe față și și-a declarat intenția de a cârmui Pământul de Mijloc în numele Seniorului Întunecimii sau de-a-i uzurpa locul. Proclamându-se Saruman Cel de Multe Culori, Saruman i-a cerut lui Gandalf să se supună și el lui Sauron, iar dacă nu, să îi destăinuie lui însuși unde se afla Inelul. Când Gandalf a refuzat ambele alegeri, Saruman l-a închis în vârful Orthancului, gândind să îl țină prizonier până când spunea unde putea găsi Inelul sau până când Sauron ieșea triumfător. În acest răstimp a adunat Orcii din Isengard pentru a termina pregătirile pentru război, nemaiascunzând rețeau vastă de forje, furnale, fierării și alte mașinării ce aveau să-i înarmeze forțele. Lemnul și-l procura din codrul Fangorn, deoarece Saruman gândea că Enții, lenți din fire, nu-l vor băga în seamă, subestimându-le însă furia. Curând, Gandalf a scăpat din Orthanc cu ajutorul lui Gwaihir, Seniorul Vulturilor, iar tot atunci Saruman s-a trezit la poarta Isengardului cu Nazgûlii trimiși de Sauron pentru a îl vâna pe Frodo Baggins. Gândind că își putea încă amăgi stăpânul și să se bucure de toată bunăvoința lui dacă nu obținea Inelul, Vrăjitorul corupt a susținut că încă îl avea prizonier pe Pelerinul Sur și că îl făcuse să mărturisească unde se afla Comitatul; Cei Nouă nu s-au îndoit de spusele aliatului lor. Pentru a îl asigura în continuare pe Sauron de loialitatea sa, Saruman a trimis iscoade să le ușureze Nazgûlilor căutarea. Ce nu a aflat Saruman era că unul dintre agenții lui din ținutul Hobbiților a fost prins de Nazgûli; fiindu-i frică de moarte, acesta a mărturisit că Vrăjitorul Alb tăinuise informații despre Comitat, dovedind că nu era un slujitor fidel Seniorului Întunecimii.      
La porunca lui Sauron, Saruman început să atace Rohanul dinspre Isengard. Cu Théoden vrăjit, agentul lui Saruman, Gríma, a slăbit apărarea Rohanului, astfel că influența lui Sauron creștea, iar forțele lui Saruman puteau trece hotarele în voie; regiunea apuseană a ținutului a fost devastată de raidurile Dunlendingilor și ale Orcilor din Isengard. Două lucruri mai stăteau în calea cuceririi țării călăreților de către marioneta Seniorului Întunecimii: fiul și nepotul regelui. Saruman și-a trimis o parte din oaste împotriva companiilor conduse de fiul lui Théoden, Théodred, pentru a-l ucide pe acesta; în timpul Primei Bătălii de la Vadurile Isenului, Théodred a fost lovit de moarte de slujitorii lui Saruman, eliminând un obstacol în stăpânirea Rohanului. Pe la spatele Seniorului Întunecimii, Vrăjitorul corupt și-a trimis propria forță de luptă de elită pentru a vâna Frăția Inelului și a își însuși astfel Inelul. În ambuscada de la Amon Hen, Uruk-haii l-au ucis pe Boromir din Gondor și au capturat doi dintre Hobbiți conform instrucțiunilor lui Saruman. Încercarea unei a doua trădări, de data asta față de Sauron, a fost dejucată de Éomer, nepotul lui Théoden, ai cărui călăreți i-au măcelărit pe războinicii lui Saruman la marginea codrului Fangorn. Pentru a îi înrăutăți situația, Gríma a fost deconspirat ca fiind iscoada lui Saruman și Théoden a fost eliberat de farmece de către Gandalf. Temându-se de mânia Seniorului Întunecimii dacă a doua trădare era descoperită, singura speranță a Vrăjitorului Alb să evite ruina era să recâștige încrederea stăpânului înșelat. Vrând să-i facă lui Sauron pe voie, Saruman a strâns o oaste de 10000 de Uruk-hai pentru a-i nimici pe Rohirrimii lui Théoden, care își găsiseră refugiul la Cetatea Cornului (Văgăuna lui Helm).     
Numărul colosal al Urukșilor, echipați cu armuri și cu mașinării de război (scări pentru urcat de ziduri, baliste și explozibil pentru distrus ziduri), i-a permis lui Saruman să domine prima parte a Bătăliei de la Cetatea Cornului. Însă încleștarea s-a soldat cu înfrângerea sa odată cu sosirea unor întăriri aduse de Gandalf și Erkenbrand, datorită cărora Théoden și Aragorn au câștigat. Simultan, Saruman s-a trezit sub asalt în Isengard: Enții conduși de Arborebărbos căutau răzbunare pentru copacii secerați și au transformat Isengardul într-o ruină. Majoritatea aliaților și slujitorilor săi fiind nimiciți, Vrăjitorul Alb cel corupt s-a pitit în turnul său împreună cu Limbă-de-Vierme. Din vârful Orthancului, Saruman le-a vorbit adversarilor săi, stăruind pe lângă Théoden cu glas mieros să cadă la învoială cu el. Recunoscând gheara Mordorului prin mâna întinsă de Isengard, Regele Rohanului l-a refuzat, cerând să se facă dreptate pentru fărădelegile împotriva Rohirrimilor. Mânios, Saruman apoi i s-a adresat lui Gandalf, luându-l în derâdere pe noul Vrăjitor Alb care-i preluase misia originală. Gandalf i-a oferit lui Saruman șansa de a se izbăvi, promițându-i că va fi cruțat și lăsat să fugă chiar la Sauron dacă voia. Saruman a rămas neclintit, nevrând să se înjosească cerând milă, așa că Gandalf l-a izgonit din Ordinul Istarilor și i-a frânt toiagul. Nefiind hotărât dacă îl ura mai mult pe Saruman sau pe Gandalf, Gríma a aruncat Palantírul din Orthanc în gol; Saruman avea să își înăsprească tratamentul față de Gríma de acum încolo, bătându-l adesea și scurtându-i porecla la „Vierme”.     
După răsturnarea de la putere a lui Sauron în anul 3019 al Celui de Al Treilea Ev, Saruman i-a convins pe Enți să îi permită să părăsească Isengardul, lăsând cheile Orthancului lui Arborebărbos. Însetat de răzbunare, el și „Vierme” s-au îndreptat către Apus. Aliatul lui Saruman din Eriador, Lotho Sackville Baggins, ajutat de o bandă mare de tâlhari și Oameni-orci veniți din Isengard, exercita mult control asupra Comitatului; neputând să- îi facă rău direct lui Gandalf, Saruman voia să îl rănească asuprindu-i pe Hobbiții dragi acestuia. Sub numele de Sharkey, a impus împreună cu Lotho un regim al terorii. Nemaiavând nevoie de aliatul său, l-a pus pe „Vierme” să îl omoare. Planul de răzbunare i-a fost dejucat de revolta Hobbiților conduși de Frodo Baggins, Sam Gamgee, Meriadoc Brandybuck și Peregrin Took. După Bătălia Peste Apă și eliberarea Comitatului, fostul Vrăjitor Alb a fost exilat. Saruman a făcut greșeala să intervină când Frodo i-a zis lui Gríma că nu era nevoit să îl mai urmeze. Săturându-se de abuzurile unui stăpân crud, Gríma l-a înjunghiat mișelește pe Saruman când acesta i-a întors spatele, înainte să fie el însuși săgetat de Hobbiți. 
Fiind un Maia la fel ca Sauron, Saruman nu a murit în fapt. Sufletul său neîntrupat ar fi trebuit să fie chemat în Sălile din Mandos, însă lui i s-a refuzat intrarea. Asemenea stăpânului său căzut în Neant, duhul său a rămas pustiit și lipsit de vreo putere, nemaiputând să se întoarcă în Pământul de Mijloc.

## Trilogia de filmeStăpânul Inelelor
În adaptarea cinematografică a trilogiei Stăpânul Inelelor, Saruman este interpretat de către cunoscutul actor Christopher Lee. Lee, un mare fan al materialului literar și singurul membru al distribuției care să îl întâlnească pe autorul J.R.R. Tolkien, voise, de fapt, să îl interpreteze pe Gandalf, însă regizorul Peter Jackson i-a oferit rolul lui Saruman. Saruman apare mai mult în filme decât în cărți, fapt datorat atât construcției sale ca "mână dreaptă" a lui Sauron (care apare rar, deși prezența sa este simțită pe parcursul trilogiei, mai ales prin intermediul slujitorilor săi), cât și statutului de star de cinema al actorului Christopher Lee. Caracterul duplicitar al supunerii Vrăjitorului Alb corupt față de Seniorul Întunecimii în adaptarea cinematografică este lăsat doar la nivel implicit, fiind însă explicit în materiale legate de film precum Stăpânul Inelelor: Arme și Război.   
Există însă câteva diferențe între personajul literar și cel din adaptare:  
- În Stăpânul Inelelor: Frăția Inelului (2001), obstacolele ce opresc trecerea Frăției Inelelui prin Caradhras se datorează lui Saruman. Adresându-se muntelui[15] (o aluzie la sugestia lui Gimli din Frăția Inelului potrivit căreia Caradhras are un suflet răuvoitor ce nu îi are la inimă pe Gnomi), Vrăjitorul Alb stârnește o furtună și o avalanșă. Speranța lui Saruman era de a îl forța pe Gandalf să aleagă ca drum Strunga Rohanului, ce, datorită aproprierii de Isengard, i-ar fi permis să atace Frăția și să încerce să-l captureze pe Purtătorul Inelului. În volumul Frăția Inelului, cauza vremii rele este atribuită primejdiosului Caradhras însuși sau, conform bănuielilor lui Gandalf și ale lui Boromir, se datorează uneltirilor lui Sauron.
- În varianta extinsă a Stăpânului Inelelor: Întoarcerea Regelui (2003), scena morții lui Saruman din Comitat este mutată în Isengard. După alungarea lui Saruman din Ordinul Istarilor și frângerea toiagului său, Théoden îi spune lui Gríma că nu mai e nevoit să îl urmeze pe Saruman (replici bazate pe cele ale lui Frodo Baggins din Întoarcerea Regelui) și îl roagă să coboare din Orthanc. Fostul Vrăjitor Alb îi neagă lui Limbă-de-Vierme dreptul la libertate și îl plesnește când se opune. Înfuriat, Gríma îl înjunghie în mod laș pe Saruman în spate, înainte să fie el însuși săgetat de Legolas. Trupul lui Saruman cade din vârful Orthancului și se înfige în țeapa unei mașinării de război distruse (țepușa fiind o referire la moartea personajului Dracula, un alt rol faimos interpretat de Christopher Lee), iar Palantírul îi alunecă din robă. Întregul episod este omis din varianta standard a filmului, lucru ce l-a deranjat mult pe Christopher Lee.[16]

În adaptarea cinematografică a romanului Hobbitul, Saruman este din nou interpretat de Christopher Lee. Deși personajul nu apare în cartea originală, partitura sa în această trilogie este creată pe baza unor fragmente din alte opere ale lui J.R.R. Tolkien, anume Povești neterminate și Silmarillion. Rolul Vrăjitorului Alb corupt a fost printre ultimele interpretate de marele actor și s-a numărat și printre cele mai îndrăgite ale acestuia.  

## Alte variante ale operei
Prima dată când apare în manuscrisele trilogiei Stăpânul Inelelor, Saruman (numit aici Saramond/Saramund) îl dă pe Gandalf pe mâinile Nazgûlilor sau pe ale lui Arborebărbos - care în această variantă nu este Entul binevoitor din opera publicată, ci un Uriaș aliat cu Sauron. 
În următoarea variantă, primul episod cu Saruman este plasat în Isengard, dar elementul duplicitar din supunerea sa față de Sauron este absent. Când Gandalf ajunge la el cerând sfat, Saruman își dă arama pe față și îi sugereze să se alăture lui Sauron (lipsește astfel de aici a doua alegere, aceea de a își însuși Inelul pentru a îi uzurpa locul lui Sauron, care se regăsește în ediția finală).  Chiar și în această variantă totuși, Gandalf afirmă: „N-am nicio îndoială că Saruman se va dovedi un slujitor necredincios; fără îndoială că Seniorul Întunecimii știe acest lucru bine”.

## Mâna Albă
Mâna Albă se referă la însemnul lui Saruman, ca Senior al Isengardului sub suveranitatea lui Sauron. Era purtat de forțele din Isengard pe armuri, scuturi sau stindard. Mâna Albă simboliza statutul râvnit de Saruman: mâna dreaptă și, totodată, potențialul urmaș uzurpator al lui Sauron. Însemnul este uneori folosit ca un epitet al Vrăjitorului corupt. 

## Titluri și alte denumiri
Numele de Curumo provine din adjectivul 'curu', care în quenyană (limbă ficțională inventată de Tolkien) înseamnă „Omul Dibaci". Același nume era tradus în sindarină (altă limbă ficțională inventată de Tolkien) Curunír și Saruman în graiurile oamenilor. Orcii îi Sharkey, o poreclă de la 'sharku' și însemna „Moșneagul" în Graiul Negru (încă o limbă inventată de J.R.R.). Într-un manuscris menționat în Natura Pământului de Mijloc este numit Tarindor.
Printre numele și titlurile pe care le avea se numără:
- Vrăjitorul Alb
- Mesagerul Alb
- Mâna Albă
- Seniorul din Isengard
- Temnicerul Mordorului
- Făuritorul de Inele
- (Saruman) Cel Înțelept
- (Saruman) Cel Alb
- (Saruman) Cel de Multe Culori

## Generalități
Fiind un Maia al lui Aulë, Saruman era foarte dibaci în meșteșugurile fierăriei. Odată ce i s-a alăturat lui Sauron și a început să îl imite, Saruman a ajuns să fie interesat doar de „metal și roți” (mașinării pentru război), cum spunea Arborebărbos, adică mijloace de a își mări puterea. Arătându-și din nou mintea tehnologică dezvoltată, a născocit „Focul din Orthanc”, o pulbere explozibilă care să le permită Urukșilor să arunce în aer zidurile Rohirrimilor de la Cetatea Cornului. O altă putere a lui Saruman era glasul său, prin al cărui farmec persuasiv putea controla mințile unor Oameni. Saruman îi considera pe Rohirrimi și pe Hobbiți „țărănoi” ce stăteau în calea sa și a lui Sauron, neînțelegând prietenia lui Gandalf față de aceste popoare. Pe Pelerinul Sur îl invidia și îl ura din tot sufletul încă de la început, iar pe Seniorul Întunecimii îl vedea ca pe un idol în imaginea căruia voia să se croiască. Trăsăturile definitorii ale lui Saruman sunt mândria și lăcomia, deși nici cunoașterea sa vastă - în special despre Sauron și mijloacele sale - nu poate fi negată.
În materialul literar, robele lui Saruman sunt albe, dar capătă temporar un efect multicolor când acesta se declară Saruman cel de Multe Culori. În adaptarea cinematografică, robele Vrăjitorului Alb corupt sunt un alb-crem (gălbui spre sfârșitul trilogiei), exemplificând vizual ideea unei mânjiri pricinuite de pofta pentru putere. Totodată, păstratea unei nuanțe murdare de alb sugerează ideea că Saruman însuși nu se consideră căzut prin trădarea sa și supunerea față de Sauron. Barba sa este albă, cu fire negre și gri, în ambele versiuni. Saruman poartă, de asemenea, un toiag negru, cu un cristal alb și o măciulie ce imită cele patru vârfuri ascuțite ale turnului Orthanc din fortăreața Isengard.